# Marie Stuart, reine d'Écosse (film, 2018)
Pour les articles homonymes, voir Marie Stuart, reine d'Écosse.
Pour plus de détails, voir Fiche technique et Distribution.
Marie Stuart, reine d'Écosse (Mary Queen of Scots), ou Marie reine d'Écosse au Québec, est un drame historique britannique réalisé par Josie Rourke et sorti en 2018, inspiré de la biographie Queen of Scots: The True Life of Mary Stuart de John Guy parue en 2004. Saoirse Ronan et Margot Robbie y interprètent respectivement Marie Stuart et Élisabeth Ire du retour en Écosse de Marie Stuart jusqu'à son exécution.

## Synopsis
En 1561, Marie Stuart, reine d'Écosse catholique, âgée de dix-neuf ans, revient en Écosse, sa région natale, après la mort de son mari, le roi de France François II, où elle est accueillie par son demi-frère, James Stuart, comte de Moray. Pendant ce temps, Élisabeth Ire, âgée de vingt-huit ans, est protestante et règne sur l'Angleterre : célibataire et sans descendance, elle se sent menacée par sa cousine et sa potentielle revendication de la couronne d'Angleterre. Marie Stuart renvoie John Knox de sa cour. Protestant et meneur de la Réforme écossaise, John Knox voit Marie comme une menace de la suprématie protestante du royaume.
Cherchant à affaiblir la menace de sa cousine, Élisabeth veut que Marie, que les catholiques anglais reconnaissent comme leur véritable reine, se marie à un Anglais. Elle choisit Robert Dudley, qu'elle aime secrètement ; même si lui et Marie refusent d'abord, mais l'annonce de la variole dont est victime Élisabeth force Marie à accepter à condition qu'elle fasse d'elle sa digne héritière. Ne voulant pas se séparer de Robert, Élisabeth envoie Henry Darnley en Écosse pour prétendument vivre sous liberté religieuse. Bien que ressentant l'arrière-pensée de sa cousine, Marie tombe amoureuse de Henry et accepte la proposition.
Le mariage de Marie Stuart cause une crise constitutionnelle dans les deux royaumes : on conseille alors à Élisabeth de s'opposer au mariage de peur que Henry, en tant que noble anglais, argumente la montée au pouvoir de Marie ; le conseil de Marie a des soupçons envers Henry. Les deux royaumes demandent que Henry soit renvoyé en Angleterre, mais Marie refuse et l'épouse. Elle le découvre plus tard au lit avec son ami et secrétaire particulier, David Rizzio. Marie demande à Henry de lui faire un enfant. Quand elle tombe enceinte, elle annonce que son enfant est « héritier de l'Écosse et de l'Angleterre », offensant le camp anglais.
James Stuart s'associe avec Matthew Stewart, comte de Lennox, le père de Henry, pour ébranler Marie. Ils lancent une rumeur selon laquelle le père de l'enfant de Marie serait David Rizzio et John Knox dénonce rapidement l'adultère de la reine. Craignant les accusations et la possible découverte de sa bisexualité, Henry se joint à la mutinerie et participe au meurtre de David, lui assénant à contre-cœur le coup fatal.
Découvrant la mutinerie, Mary convainc Henry de se lier à elle et de s'enfuir pour finalement qu'il soit détenu par son armée. Marie accepte de pardonner les conspirateurs contre une preuve de la préméditation du meurtre par Henry. Elle finit par pardonner James Stuart et demande à Élisabeth d'être la marraine de son enfant, ce qu'elle accepte, malgré l'hostilité de sa cour. Marie bannit Henry mais refuse de divorcer, malgré la recommandation de son conseil, qui se lie à James Hepburn pour tuer Henry.
Après la mort de son mari, Marie est forcée de fuir sans son enfant. James Hepburn lui dit que son conseil a décidé qu'elle devait se marier avec un Écossais et qu'il a été désigné. Mary refuse, soupçonnant qu'il ait joué un rôle dans l'assassinat de Henry, mais après des menaces et un viol, elle y consent. Marie est alors décrite par John Knox comme une prostituée ayant organisé la mort de son mari. James Stuart et sa cour demandent l'abdication. Marie finit par accepter et fuit pour l'Angleterre.
Élisabeth arrange une rencontre clandestine avec sa cousine, où Marie lui demande son aide pour récupérer sa place sur le trône. Ne pouvant pas faire la guerre pour une Catholique, Élisabeth lui promet l'exil en Angleterre à condition qu'elle ne se rallie pas aux forces ennemies. Marie lui répond que si elle le fait, ce ne sera que parce que Élisabeth l'y a forcée, et dit que si elle la tuait, elle tuerait « sa sœur et sa reine ». Élisabeth arrête Marie et la condamne à mort après avoir trouvé des preuves de sa conspiration contre elle. Dans ses dernières pensées, Marie souhaite le bonheur pour son fils et la paix pour son royaume.
Après la mort d'Élisabeth en 1603, Jacques VI, le fils de Marie Stuart, devient le premier roi d'Angleterre et d'Écosse.

## Fiche technique
Sauf indication contraire, les informations mentionnées dans cette section peuvent être confirmées par la base de données cinématographiques IMDb,  présente dans la section « Liens externes ».
- Titre original : Mary Queen of Scots
- Titre français : Marie Stuart, reine d'Écosse
- Titre québécois : Marie reine d'Écosse
- Réalisation : Josie Rourke
- Scénario : Beau Willimon, d'après Queen of Scots: The True Life of Mary Stuart de John Guy
- Photographie : John Mathieson
- Montage : Chris Dickens
- Musique : Max Richter
- Décors : Gina Cromwell
- Costumes : Alexandra Byrne
- Producteurs : Tim Bevan, Eric Fellner et Deborah Hayward
- Sociétés de production : Focus Features, Working Title Films et Perfect World Pictures
- Sociétés de distribution : Universal Pictures International France (France), Universal Pictures International (Royaume-Uni), Universal Pictures (Monde)
- Pays d'origine :  Royaume-Uni
- Langues originales : anglais, français, gaélique écossais
- Genre : drame biographique
- Durée : 125 minutes
- Dates de sortie[2] :
  - États-Unis : 15 novembre 2018 (avant-première à l'AFI Fest)
  - Royaume-Uni : 18 janvier 2019
  - France : 27 février 2019

## Distribution
- Saoirse Ronan (VF : Élisabeth Ventura ; VQ : Rachel Graton) : Marie Stuart
- Margot Robbie (VF : Audrey Sourdive ; VQ : Catherine Brunet) : Élisabeth Ire
- Guy Pearce (VF : Bernard Alane ; VQ : Frédéric Paquet) : William Cecil
- David Tennant (VF : Alexis Victor ; VQ : Patrice Dubois) : John Knox
- Jack Lowden (VF : Damien Ferrette ; VQ : Nicolas Charbonneaux-Collombet) : Henry Stuart, dit Lord Darnley
- Joe Alwyn (VF : Juan Llorca) : Robert Dudley
- Gemma Chan : Bess de Hardwick
- Martin Compston (VF : Rémi Bichet ; VQ : Renaud Paradis) : James Hepburn, comte de Bothwell
- Ismael Cruz Cordova (VF : Emmanuel Garijo ; VQ : Hugolin Chevrette-Landesque) : David Rizzio
- Brendan Coyle (VF : Thierry Hancisse) : Matthew Stewart
- Ian Hart (VF : Christian Gonon ; VQ : Frédéric Desager) : Lord Maitland
- Adrian Lester (VF : Jean-Baptiste Anoumon ; VQ : Alexandre Fortin) : Lord Randolph
- James McArdle (VF : Bruno Choël ; VQ : Martin Watier) : James Stuart, comte de Moray
- Maria Dragus (VF : Olivia Luccioni) : Mary Fleming
- Eileen O'Higgins (VF : Kahina Tagherset) : Mary Beaton
- Simon Russell Beale (VF : Gabriel Le Doze) : Robert Beale
- Liah O'Prey (VF : elle-même) : Mary Livingston
- Izuka Hoyle (VF : Cindy Lemineur) : Mary Seton
- Scott Greenan : Hector Maclean
- Ian Hallard : Sir Richard Knightley
- Kadiff Kirwan : l'attaché
- Alex Beckett : Sir Walter Mildmay
- Guy Rhys : le comte de Kent

 Source et légende : version québécoise (VQ) sur Doublage.qc.ca et version française (VF) sur RS Doublage et sur le carton du générique.

## Production
Le projet est d'abord annoncé en 2007 avec Scarlett Johansson dans le rôle de Marie Stuart avec un budget de 25 à 30 millions de dollars. Scarlett Johansson abandonne le projet et ce dernier reste vague jusqu'en 2012, quand Saoirse Ronan est annoncée dans le rôle titre. Cinq ans plus tard, le 21 avril 2017, Margot Robbie est annoncée dans le rôle d'Élisabeth Ire. La distribution des personnages principaux est annoncée du 13 juin 2017au 22 août 2017,,,,,,,.

### Tournage
Le tournage commence le 17 août 2017 en Angleterre et en Écosse.

## Accueil

### Critiques
Le film reçoit de bons retours, avec une note moyenne de 3,4 sur Allociné.
20 minutes souligne que « l'émotion est aussi intense pour le spectateur ». Elle décrit « les souveraines » comme « fortes et indépendantes ».

## Distinctions

### Nominations
- BAFA 2019 :
  - BAFA de la meilleure actrice dans un second rôle pour Margot Robbie
  - BAFA des meilleurs costumes pour Alexandra Byrne
  - BAFA des meilleurs maquillages et coiffures pour Jenny Shircore (en)
- Oscars 2019 :
  - Oscar de la meilleure création de costumes pour Alexandra Byrne
  - Oscar des meilleurs maquillages et coiffures pour Jenny Shircore, Marc Pilcher et Jessica Brooks

## Analyse

### Libertés prises avec la réalité historique
Le film est sévèrement critiqué par les historiens pour son manque de fidélité historique. Marie Stuart et Élisabeth Ire n'ont entretenu qu'une relation épistolaire et ne se sont jamais rencontrées.
Certains historiens affirment que Marie Stuart n'avait pas d'accent écossais, ayant grandi dans la cour française de 5 à 19 ans.
Estelle Paranque dit à The Telegraph : Le film montre une amitié, mais il n'y avait pas d'amitié : « Élisabeth a essayé d'être gentille avec Marie mais Marie n'a jamais vu Élisabeth comme une égale, mais comme une rivale dès le début de leur relation. »